# Gliederung einer Infanterie-Division der Wehrmacht
Die Gliederung einer Infanterie-Division der Wehrmacht sowie ihre Ausrüstung war unterschiedlich. Zur Unterscheidung diente die Planungsbezeichnung Aufstellungswelle. Die Infanterie-Divisionen einer Welle waren in Stärke und Ausstattung identisch.
Bei den Infanterie-Divisionen der 1. Aufstellungswelle der Wehrmacht handelte es sich um Großverbände, die zwischen 1934 und 1939 aufgestellt wurden. Die Infanterie-Division der 1. Aufstellungswelle hatte nach Kriegsstärkenachweis (KStN) folgende Stärke: 518 Offiziere, 102 Beamte, 2.573 Unteroffiziere und 13.667 Mannschaften.
Die Bewaffnung bestand nach Kriegsausrüstungsnachweis (KAN) aus: 3.681 Pistolen, 12.609 Karabinern 98k, 312 Maschinenpistolen 40, 90 Panzerbüchsen 38 oder 39, 425 leichten Maschinengewehren 34, 110 schweren Maschinengewehren 34 mit Feldlafette, 84 leichten 5-cm-Granatwerfern 36, 54 8,1-cm-Granatwerfern 34, 75 3,7-cm-PaK 36, 20 7,5-cm-leichten Infanteriegeschützen 18, 6 15-cm-schweren Infanteriegeschützen 33, 36 10,5-cm-leichten Feldhaubitzen 18, 12 15-cm-schweren Feldhaubitzen 18, 9 Flammenwerfern 35 und 3 leichten Panzerspähwagen Sd.Kfz. 221.
An Pferden und Fahrzeugen waren vorhanden: 1743 Reitpferde, 3632 Zugpferde für die Artillerie sowie 895 bespannte Fahrzeuge, davon 31 mit Anhänger, 500 Fahrräder, 530 Krafträder, davon 190 mit Beiwagen, 394 Personenkraftwagen, 536 Lastkraftwagen mit 67 Anhängern.

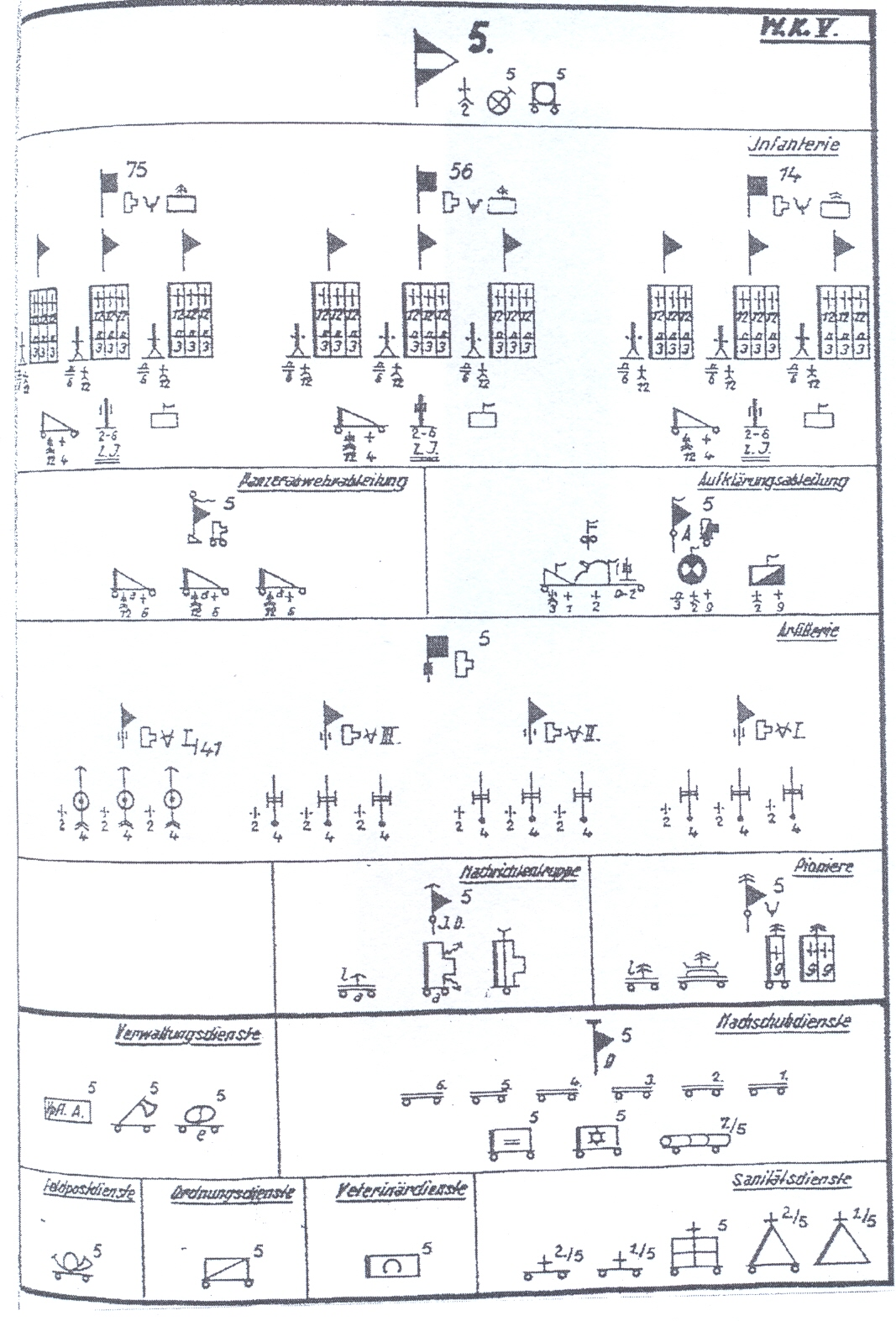
Gliederung der 5. Inf.Div (1. Aufstellungswelle) der Wehrmacht 1940

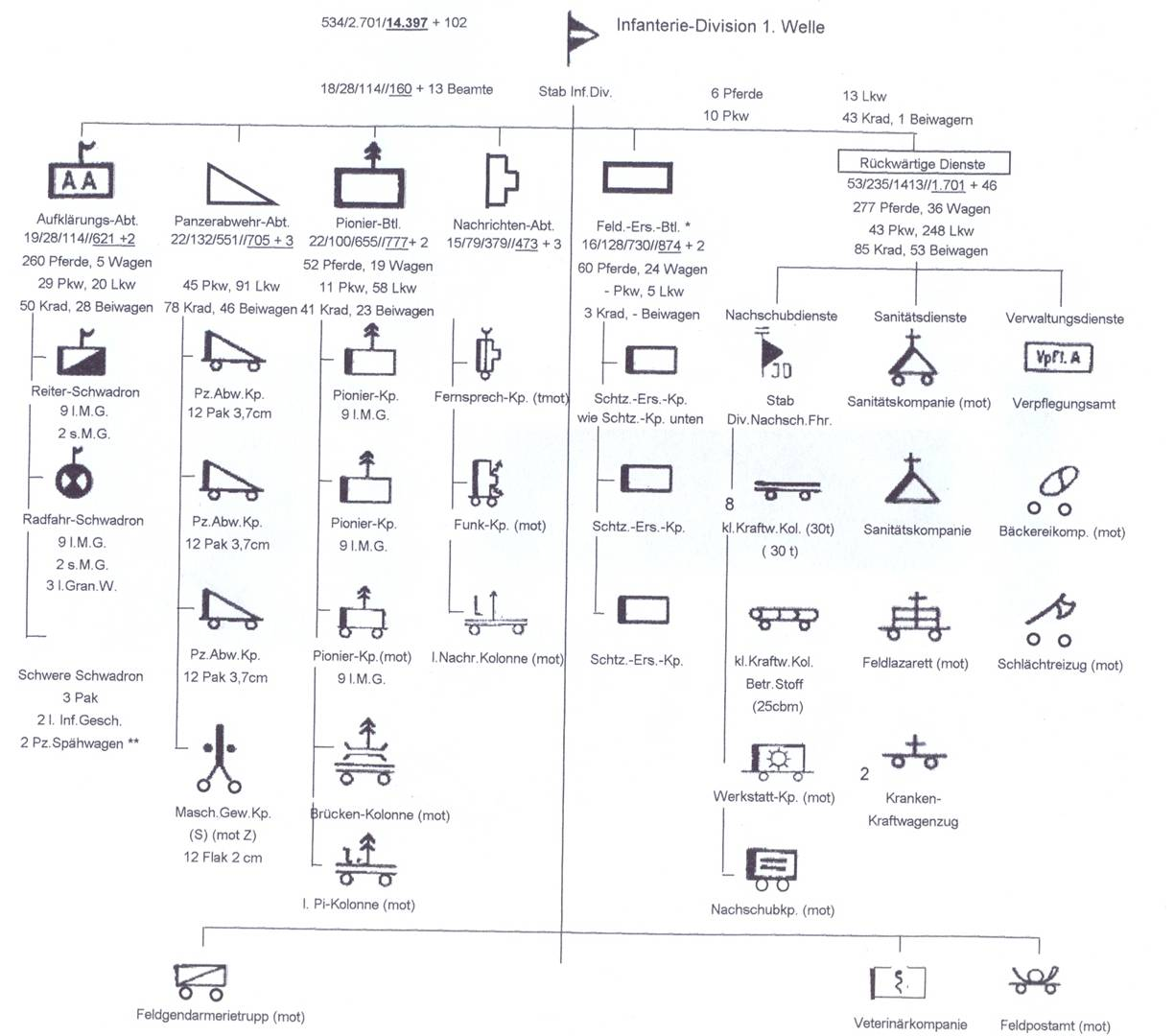
Divisionstruppen Inf.Div. 1. Welle

## Divisionsstab
(Stärke: 98 Offiziere und Mannschaften);
Kommandeur (Generalmajor bzw. Generalleutnant)

### Führungsabteilung
- Ia 1. Generalstabsoffizier (Oberstleutnant i.G, Planung der Operationsführung)
- O1 1. Ordonnanzoffizier (Major, Gehilfe des Ia)
- Ic 3. Generalstabsoffizier (Hauptmann i.G, Feindlageoffizier)
- O3 3. Ordonnanzoffizier (Oberleutnant, Gehilfe des Ic)
- Divisionsartillerieführer (Kommandeur des Artillerieregiments)
- Divisionspionierführer (Kommandeur des Pionierbataillons)
- Divisionsnachrichtenführer (Kommandeur der Nachrichtenabteilung)

### Adjutantur
- IIa Divisionsadjutant (Major, Personalangelegenheiten der Offiziere)
- IIb Vertreter Divisionsadjutant (Hauptmann, Personalangelegenheiten der Unteroffiziere und Mannschaften)
- III Divisionskriegsgericht (Kriegsgerichtsrat)

### Quartiermeisterabteilung
- Ib 2. Generalstabsoffizier (Major, Leiter der Quartiermeisterabteilung)
- O2 2. Ordonnanzoffizier (Gehilfe des Ib)
- Ib/WuG (Hauptmann, Ergänzung, Nachschub und Pflege von Waffen, Munition und Gerät aller Art)
- Ib/Kfz (Hauptmann, Ersatz, Nachschub und Instandsetzung von Kfz.)
- IVa Divisionsintendant (Intendanturrat, Versorgung mit Verpflegung, Futter, Bekleidung und Ausrüstung)
- IVb Divisionsarzt (Oberfeldarzt, Vorgesetzter aller Sanitätsdienste der Division)
- IVc Divisionsveterinär (Oberstabsveterinär, Vorgesetzter aller Veterinärdienste der Division)
- IVd Katholischer und evangelischer Pfarrer
- IVz Stabszahlmeister mit Rechnungsstelle (Auszahlung des Wehrsoldes u. a.)
- Kradmeldezug
- Kartenstelle, Druckereizug

## Kampftruppen

### Infanterieregiment
3 Infanterieregimenter (jeweilige Stärke: 75 / 7 / 493 / 2474 [Offiziere/Beamte/Unteroffiziere/Mannschaften])
- Regimentsstab mit Kommandeur des Infanterieregiments (Oberst), Adjutant, Ordonnanzoffizier, Nachrichtenoffizier

- Regimentsnachrichtenzug
  - Zugführer (Leutnant), zugleich Nachrichtenoffizier des Regiments, beritten
  - Zugtrupp mit Funkmeister, beritten, 2 Nachrichtenmechaniker
  - 1 kleiner Fernsprechtrupp a, 2 mittlere Fernsprechtrupps a
  - 4 Tornisterfunktrupps d
  - 2 vierspännige Fernsprechwagen, 1 zweispänniger kleiner Funkwagen

- Regimentsreiterzug
  - Zugführer (Oberfeldwebel)
  - Zugtrupp
  - 3 Reitergruppen (jeweilige Stärke: 1/7)
  - 1 zweispänniges Gefechtsfahrzeug mit Fahrer und Schmied, 1 kleine Feldküche mit Fahrer und 2 Feldköchen, 1 Rechnungsführer mit Fahrrad

- Regimentspionierzug
  - Zugführer (Leutnant), beritten
  - Zugtrupp mit Zugtruppführer, 3 Melder, Pferdehalter, Sanitätsunteroffizier mit Fahrrad
  - 6 Pioniergruppen (jeweilige Stärke: 1/9)
  - 3 zweispännige Gerätewagen, 1 zweispänniger Gasschutzwagen

- Regimentsmusik
  - 37 Musiker (2 große und 2 kleine Flöten in C, 2 Oboen, 2 Fagotts, 9 Klarinetten, 4 Waldhörner, 2 Soprankornette, 2 Tenorhörner, 1 Baritontuba, 4 Basstuba, 4 Trompeter, 3 Posaunen, 1 kleine Trommel, 1 große Trommel)

- Infanteriegeschützkompanie (bespannt) mit 6 leichten 7,5 cm und 2 schweren 15 cm Infanteriegeschützen
  - Kompaniechef (Hauptmann), beritten
  - Kompanietrupp mit Nachrichtenunteroffizier, 3 Fernsprecher, 3 Melder, 2 Vermesser, 2 Rechner, 1 Entfernungsmeßmann, 1 Pferdehalter (beritten) und 1 vierspänniger Beobachtungswagen mit 2 Fahrern vom Sattel
  - 3 leichte Infanteriegeschützzüge mit je 2 leichten 7,5 cm Infanteriegeschützen und 2 vierspännigen Munitionsanhängern (je einer pro Bataillon)
  - 1 schwerer Infanteriegeschützzug mit 2 schweren 15 cm Infanteriegeschützen und 2 vierspännigen Munitionsanhängern
  - Gefechtstross mit großer Feldküche, Feldschmiedewagen, Beschlagschmied, Futtermeister
  - Verpflegungstross
  - Gepäcktross

- Panzerjägerkompanie (motorisiert) mit 12 Pak 3,7 cm und 4 leichte MG
  - Kompaniechef (Oberleutnant)
  - Kompanietrupp
  - 4 Pakzüge mit je 3 Pak 3,7 cm (jeweils 6 Soldaten pro Geschütz) und leichter MG Trupp (3 Soldaten) (je einer pro Bataillon)
  - Gefechtstross

- 3 Infanteriebataillone (jeweilige Stärke: 14 / 1 / 846 Unteroffiziere und Mannschaften)
  - Bataillonsstab
  - Nachrichtenstaffel
    - Staffelführer (Feldwebel)
    - 2 kleine Fernsprechtrupps a
    - 4 Tornisterfunktrupps d
    - 1 zweispänniger Nachrichtengerätewagen

  - Infanteriepionierzug (dieser trat nur bei Bedarf aus besonders geschulten Soldaten der Infanteriekompanien zusammen)
  - 3 Schützenkompanien mit je 12 leichten MG, 3 leichten Granatwerfern, 3 Panzerbüchsen
    - Kompaniechef (Hauptmann), beritten
    - Kompanietrupp mit Truppführer, 4 Melder, 2 Melder mit Fahrrad, 1 Pferdehalter, 2 Sanitäter
    - 3 Schützenzüge (jeweilige Stärke: 1 / 0 / 6 / 43) mit Zugführer, Zugtrupp, 4 Gruppen und Granatwerfertrupp
    - 3 Panzerbüchsentrupps (jeweilige Stärke: 1/6) mit je 3 Panzerbüchsen
    - Gefechtstross mit Hauptfeldwebel, Gefechtstroßführer, Waffen und Geräteunteroffizier, 3 zweispännige Gefechtsfahrzeuge, 2 Feldköche mit vierspänniger großer Feldküche
    - Verpflegungstross I mit Fourier, zweispänniger Feldverpflegungswagen mit Fahrer
    - Verpflegungstross II mit Verpflegungsunteroffizier, LKW 3 t mit Fahrer und Beifahrer
    - Gepäcktross mit Rechnungsführer, Rechnungsführergehilfe, Schneider, Schuster, Sattler, Kradfahrer mit Beiwagenkrad, LKW 3 t mit Fahrer und Beifahrer für die Kompanieschreibstube, LKW 3 t mit Fahrer und Beifahrer für das Gepäck der Soldaten

  - Maschinengewehrkompanie mit 12 schweren MG, 6 schweren 8,1 cm Granatwerfern
    - Kompaniechef (Hauptmann)
    - Kompanietrupp mit Truppführer, Beobachtungsunteroffizier, 2 Richtkreisunteroffiziere, 1 Entfernungsmeßmann, 2 Radmelder, 1 Meldereiter, 1 Pferdehalter, Nachrichtenstaffel
    - 3 schwere Maschinengewehrzüge mit Zugführer, Zugtrupp, 2 Gruppen mit je 2 schweren MG
    - schwerer Granatwerfer-Zug mit Zugführer, Zugtrupp, 3 Gruppen mit je 2 schweren 8,1 cm Granatwerfern
    - Trosse

- leichte Infanteriekolonne
  - Kolonnenführer, beritten
  - 2 Kradmelder
  - 3 Züge mit je 8 zweispännigen Fahrzeugen

Alle Einheiten im Regiment, außer Stabsfahrzeuge und Panzerjägerkompanie, waren bespannt.

### Artillerieregiment
(Stärke: 114 / 10 / 427 / 2321)
- Stab mit Kommandeur (Oberst), Adjutant, 1. und 2. Ordonnanzoffizier, Artillerieverbindungsoffizier, Nachrichtenoffizier, Verpflegungsoffizier, Regimentsarzt, Regimentsveterinär, Ia-Schreiber, Waffenmeister, Geräteoffizier, Funkmeister

- Stabsbatterie
  - Artillerieverbindungskommando(AVKo)
  - Nachrichtenzug
  - Artillerievermessungstrupp
  - Druckereizug
  - Wetterzug

- 3 leichte Artillerieabteilungen (jeweilige Stärke: 20 / 2 / 82 / 505) (auf Zusammenarbeit angewiesen je eine pro Regiment)
  - Stab mit Kommandeur (Major), Adjutant, Ordonnanzoffizier, Nachrichtenzugführer, Artillerievermessungstruppführer, Abteilungsarzt, Abteilungsveterinär, Zahlmeister, Ia Schreiber
  - Stabsbatterie
    - Nachrichtenzug mit 1 mittleren Fernsprechtrupp a (vierspännig), 1 mittleren Fernsprechtrupp b (zweispännig), 1 großen Fernsprechtrupp a (sechsspännig), 2 Tornisterfunktrupps b (zu Fuß), 2 Tornisterfunktrupps b (beritten)
    - Artillerieverbindungstrupp (AVT)
    - Vermessungstrupp

  - 3 Batterien zu je 4 leichten Feldhaubitzen 10,5 cm und 2 leichten MG (Stärke: 4 / 0 / 30 / 137)
    - Batteriechef (Hauptmann) mit Führungsstaffel
    - Vermessungsstaffel mit Beobachtungsoffizier, Beobachtungsfeldwebel, Richtkreisunteroffizier I, Rechentruppführer, Scherenfernrohrunteroffizier
    - Nachrichtenstaffel mit Nachrichtenfeldwebel, 2 Feldkabeltrupps zu Fuß, 2 Fernsprechtrupps beritten, 2 Funktrupps zu Fuß
    - 2 Geschützstaffeln mit Batterieoffizier, Richtkreisunteroffizier II, Feuerleitfeldwebel, 2 leichte Feldhaubitzen 10,5 cm, 2 leichte MG
    - 1. und 2. Munitionsstaffel mit je 4 Munitionswagen
    - Gefechtstross I mit Feldküche, Versorgungsunteroffizier, Instandsetzungstrupp, Schirrmeister
    - Verpflegungstross II mit Rechnungsführer, Schreibstube
    - Gepäcktross mit Sattler, Schuster, Schneider

  - Artilleriekolonne (mot.) mit 36 t Ladekapazität

- schwere Artillerieabteilung
  - Stab, Nachrichtenstaffel und Vermessungszug
  - 3 Batterien zu je 4 schweren Feldhaubitzen 15 cm und 2 leichten MG
  - Artilleriekolonne (mot.) mit 36 t Ladekapazität

Alle Einheiten im Regiment, außer Stabsfahrzeuge, waren bespannt.

### Aufklärungsabteilung
(Stärke: 19 / 2 / 90 / 512)
- Stab mit Kommandeur (Rittmeister), Adjutant, Ordonnanzoffizier, Führer des Nachrichtenzuges, Abteilungsarzt, Abteilungsveterinär, Führer der Instandsetzungsstaffel, Oberzahlmeister
- Melderstaffel mit 5 Fahrrad- und 5 Kradmeldern
- Nachrichtenzug (Stärke: 1/29 Unteroffiziere und Mannschaften) mit Fernsprechtrupp (mot.), Funktrupp a (mot.), 3 Tornisterfunktrupp b (beritten), Fernsprechtrupp (beritten), Nachrichtengerätewagen (bespannt)

- Reiterschwadron mit 9 leichten MG
  - Schwadronschef (Rittmeister)
  - Schwadronstrupp
  - 3 Reiterzüge (jeweilige Stärke: 1 / 42 Unteroffiziere und Mannschaften) mit je 1 Zugtrupp und 3 Gruppen
  - Tross (Stärke: 28 Unteroffiziere und Mannschaften) mit 1 bespannte Feldküche, 6 bespannte Wagen, 1 bespannte Feldschmiede

- Radfahrschwadron mit 9 leichten MG, 2 schweren MG und 3 leichten Granatwerfern
  - Schwadronschef (Rittmeister)
  - Schwadronstrupp
  - 3 Radfahrzüge mit je 1 Zugführer, 3 Melder und 3 Gruppen (je 12 Soldaten mit 1 leichtes MG), leichter Granatwerfertrupp
  - schwerer Zug mit Zugführer, Zugtrupp, sMG Staffel mit 2 schweren MG
  - Gefechtstross
  - Verpflegungstross
  - Gepäcktross

- schwere Schwadron mit 2 leichten Infanteriegeschützen 7,5 cm, 3 Pak 3,7 cm und 3 leichten Panzerspähwagen
  - Schwadronschef (Rittmeister)
  - Schwadronstrupp
  - Kavalleriegeschützzug mit 2 leichten 7,5 cm Infanteriegeschützen, sechsspännig
  - Pakzug mit 3 3,7 cm Pak, 1 leichtes MG
  - Panzerspähtrupp mit 2 Panzerspähwagen, Panzerfunkwagen
  - Gefechtstross mit Feldküche (mot.), Munitions-LKW, Instandsetzungs-LKW, Betriebsstoff-LKW
  - Verpflegungstross
  - Gepäcktross

### Panzerjägerabteilung
(Stärke: 550 Soldaten)
- Stab mit Kommandeur (Major)
- Nachrichtenzug
- 3 Panzerjägerkompanien mit je 12 Pak 3,7 cm und 6 leichten MG (je eine pro Regiment)
  - Kompaniechef (Oberleutnant)
  - Kompanietrupp
  - je 4 Panzerjägerzüge mit je 3 Pak 3,7 cm mit je 6 Soldaten und 1 leichter MG Trupp mit 3 Soldaten
  - Gefechtstross
- Trosse

Alle Einheiten der Abteilung waren motorisiert.

### Pionierbataillon
(Stärke: 17 / 1 / 60 / 442)
- Stab mit Kommandeur (Major), Offizier z. b. V., Adjutant, Verpflegungsoffizier, Bataillonsarzt, Hilfsarzt, Bataillonsveterinär und Stabspersonal
- Nachrichtenzug (Stärke: 1 / 0 / 4 / 27)
- Bataillonsmusik (Musikmeister und 27 Musiker)
- 1. und 2. Pionierkompanie (bespannt) mit je 9 leichten MG, 3 Panzerbüchsen, 3 Flammwerfern
  - Kompaniechef (Hauptmann)
  - Kompanietrupp (Stärke: 1/7) mit 2 Reitpferde, 1 PKW, 2 Kräder
  - 3 Züge mit je 52 Pionieren, mit Zugtrupp (Stärke: 1/5), 3 Pionergruppen (jeweilige Stärke: 1/14)
  - Munitions- und Maschinentrupp mit 14 Soldaten und 3 LKW davon 2 mit Anhänger (Drucklufterzeuger)
  - Gefechtstross mit zweispännigen Feldwagen, Feldküche
  - Verpflegungstross I und II mit zweispännigen Feldwagen, mittleren LKW
  - Gepäcktross mit mittleren LKW

- 3. Pionierkompanie (mot.) mit (Stärke: 4 Offiziere und 194 Unteroffiziere und Mannschaften) 6 PKW, 16 Gruppen-LKW und 7 Kräder

- Brückenkolonne B (mot.) (Stärke: 2 / 0 / 13 / 87)
  - Gruppe Führer (Stärke: 1 Offizier und 5 Unteroffiziere und Mannschaften) mit 1 PKW und 3 Krädern
  - 1. Pontonzug (Stärke: 1 Offizier und 35 Unteroffiziere und Mannschaften) mit 1 PKW, 1 Krad, 4 mittleren Halbketten-Zugkraftwagen mit je einem angehängten zweiachsigen Pontonwagen (darauf ein Halbponton), 4 mittlere LKW mit je einem angehängten zweiachsigen Pontonwagen (darauf ein Halbponton), 2 LKW mit angehängten Bockwagen, 2 mittlere LKW mit 2 angehängten Uferbalkenwagen, mittlerer LKW mit einachsigen Anhänger für 1 Motorboot
  - 2. Pontonzug (Stärke: 36 Unteroffiziere und Mannschaften) wie 1. Pontonzug, jedoch mit einem zweiachsigen Anhänger, darauf 6 Sturmboote
  - Ergänzungszug (Stärke 8 Soldaten) mit Beiwagen-Krad, 2 mittleren LKW mit 2 angehängten Rampenwagen, mittlerer LKW mit einachsigen Fährseilanhänger
  - Verpflegungs und Gepäcktross (Stärke: 1 Beamter, 15 Unteroffiziere und Mannschaften) mit 1 motorisierter Feldküche, 2 Beiwagenkräder, 1 leichter LKW, 1 Betriebsstoff-LKW

- leichte Pionierkolonne (bespannt)
  - Kolonnenführer
  - 3 Züge mt je 3 zweispännigen Fahrzeugen

### Nachrichtenabteilung
- Stab mit Kommandeur (Major), Adjutant, Leiter des Nachrichtenbetriebes (LdN), Technischer Inspektor, Führer der Kfz. Instandsetzungsstaffel, Abteilungsarzt, Zahlmeister

- Fernsprechkompanie (teilmot.) (Stärke: 5 / 0 / 40 / 190)
  - 5 Fernsprechzüge mit zusammen 11 großen Fernsprechtrupps (mot.) mit je 1/6, 6 großen Fernsprechtrupps (bespannt) mit je 1/8, 3 mittleren Fernsprechbetriebstrupps (mot.) mit je 2/6, 2 kleinen Fernsprechtrupps (mot.) mit je 1/3
  - Gefechtstroß
  - Verpflegungstroß
  - Gepäcktroß

- Funkkompanie (mot.)(Stärke: 5 / 0 / 41 / 197)
  - Kompanietrupp
  - 4 Funkzüge mit zusammen 3 mittleren Funktrupps b mit je 2/6, 2 mittleren Funktrupps c mit je 1/2, 8 kleinen Funktrupps a mit je 1/6, 4 Tornisterfunktrupps b mit je 1/4, 4 Tornisterfunktrupps d mit je 1/2, 3 Horch- und 1 Lauschtrupp, 1 Schlüsseltrupp
  - Gefechtstross
  - Verpflegungstross
  - Gepäcktross
- leichte Nachrichtenkolonne (motorisiert)

## Rückwärtige Dienste

### Verwaltungsdienste
(Stärke: 3 / 28 / 195 Unteroffiziere und Mannschaften)
- Verpflegungsamt mit 7 Beamten, 15 Unteroffizieren und Mannschaften, dazu 1 PKW, 3 LKW und 1 Krad
- Bäckereikompanie mit 2 Offizieren, 2 Beamten, 138 Unteroffizieren und Mannschaften, dazu 5 PKW, 24 LKW mit 5 angehängten fahrbaren Feldbacköfen, 6 Kräder
- Schlächtereizug mit 1 Offizier, 1 Beamten, 42 Unteroffiziere und Mannschaften, dazu 1 PKW, 6 LKW, 2 Kräder

(alle Einheiten motorisiert)

### Nachschubdienste
- 1.–3. kleine LKW-Kolonne mit 3 Offizieren und 90 Unteroffizieren und Mannschaften, dazu 3 PKW, 33 LKW (Transportfähigkeit je 3 t), 9 Kräder, Beladevermögen je Kolonne 30 t Transportfähigkeit (je Regiment eine)
- 4.–6. bespannte Kolonne mit 3 Offizieren und 90 Unteroffizieren und Mannschaften, dazu 36 zweispännige Heeresfahrzeuge (Transportfähigkeit je 700 kg), 3 PKW, 6 Kräder (je Regiment eine)
- 7. Betriebsstoffkolonne mit Offizier, 34 Unteroffizieren und Mannschaften, dazu ein PKW, 11 LKW (Fassungsvermögen 25 m³), 3 Kräder
- Werkstattkompanie mit Offizier, 7 Ingenieuren, 94 Unteroffizieren und Mannschaften, dazu 6 PKW, 19 LKW (davon 4 mit Anhänger), 6 Kräder
- Nachschubkompanie mit 5 Offizieren, 240 Unteroffizieren und Mannschaften, dazu ein PKW, 14 LKW, 7 Kräder

(Einheiten teilweise motorisiert)

### Sanitätsdienste
- 1. Sanitätskompanie (bespannt) mit 5 Sanitätsoffizieren, 2 Beamten, 160 Unteroffizieren und Mannschaften, dazu 17 bespannte Fahrzeuge, 45 Pferde, 1 PKW, 1 LKW, 2 Kräder, Radfahrstaffel
- 2. Sanitätskompanie (mot.) mit 184 Soldaten, dazu 4 PKW, 21 LKW, 6 Kräder
- Feldlazarett (mot.) mit 6 Sanitätsoffizieren, 4 Beamten, 66 Unteroffizieren und Mannschaften, dazu 6 PKW, 11 LKW, 2 Kräder
- 2 Krankenkraftwagenkolonnen (mot.) mit je 121 Soldaten, dazu 36 Sanitätskraftwagen, 2 PKW, 8 Kräder

### Veterinärdienste
- Veterinärkompanie (bespannt) mit 7 / 1 / 24 / 203, dazu 88 Pferde, 21 Bespannfahrzeuge, 1 PKW, 9 LKW, 3 Kräder
  - Kompaniechef (Stabsveterinär)
  - Sammelstaffel
  - Lazarettstaffel
  - Vorratsstaffel

### Ordnungsdienste
- Feldgendarmeriezug (mot.) mit Offizier und 36 Unteroffizieren, dazu 7 PKW, 1 LKW, 8 Kräder

### Feldpostdienste
- Feldpostamt (mot.) mit Feldpostmeister mit 17 Feldpostbeamten, dazu 2 PKW und 2 LKW

## Verweise